# Nervvävnad

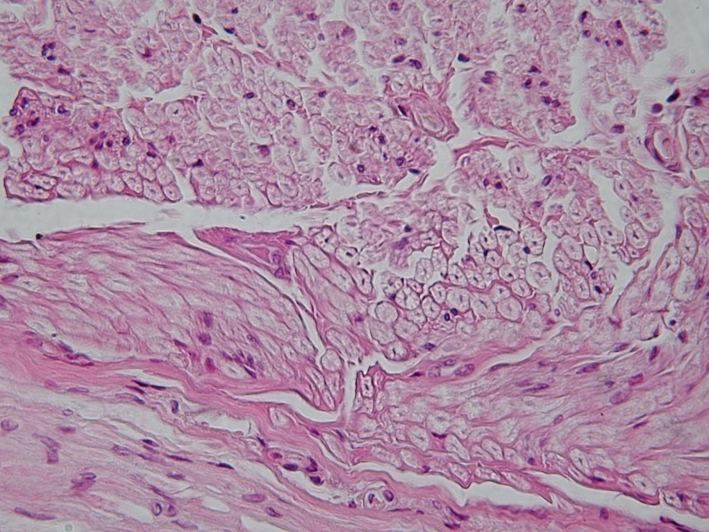
Exempel på nervvävnad

Nervvävnad, som finns i ryggmärgen och hjärnan består av nervceller (neuron) och gliaceller (stödjeceller).
Nervcellerna kan framkalla och leda elektriska impulser. Med hjälp av dessa signaler sker en samordning av kontroll av olika cellers funktioner i kroppen. Cellerna i kroppen kan alltså kommunicera, med såväl elektriska impulser (genom nervceller) som med hjälp av kemiska signalämnen (hormoner)